# Bitel
Bitel — nombre comercial de Viettel Perú S.A.C.— es una marca de servicios de telecomunicaciones con la que la empresa vietnamita Viettel Mobile se identifica comercialmente en Perú, inició sus operaciones comerciales en Perú el 10 de julio de 2014 y es el operador de telefonía móvil que cuenta con la red de fibra óptica más grande del país.
Bitel ofrece servicios con una red 3G en las frecuencias de 900 MHz y 1900 MHz. Además, dispone de redes 4G LTE en las frecuencias de 900 MHz (B8), 1900 MHz (B2), 1700/2100 MHz (B66), 2300 MHz (B40) y 2600 MHz (B7). Actualmente, es el operador de telefonía móvil con la mayor cobertura 3G y 4G.
La red 5G NSA de Bitel en su lanzamiento inicial opera con más de 1000 antenas distribuidas a nivel nacional en la frecuencia AWS 1700/2100 MHz (N66).

## Historia
En mayo de 2011, el Ministerio de Transportes y Comunicaciones otorgó en concesión por 20 años la banda C de 1900 MHz a la empresa Viettel Perú S.A.C. de capitales vietnamitas, convirtiéndose en el cuarto operador de telefonía móvil del país, mediante una oferta de 1.3 millones de dólares y servicios de internet para 4025 instituciones educativas nacionales.
Al año siguiente, Viettel Perú se hizo de la licencia para operar además la banda de 900 MHz, posteriormente el Ministerio de Transportes y Comunicaciones procedió con la liberación de dicha banda para iniciar sus operaciones técnicas a nivel nacional, este proceso culminó el 29 de mayo de 2014.
El 10 de julio de 2014, Viettel inició operaciones comerciales en periodo de «marcha blanca». Para octubre del mismo año, lanzó operaciones a nivel nacional de forma oficial, sobre una red 3G en doble banda de 900/1900 MHz.
Para el periodo de 2015, era la única compañía del país en no contar con una red 4G LTE desplegada.[cita requerida]
En 2016, la compañía lanzó su red 4G sobre su red de 900 MHz a nivel nacional.
En 2019, Bitel anunció su división de servicios para el hogar.
En octubre del 2023 Viettel Perú firma contrato para la ejecución de los proyectos Bandas de Espectro Radioeléctrico AWS-3 y 2.3 GHz  que fueron adjudicados a la mencionada empresa en junio del mismo año, así Bitel se hace de 60 MHz en las frecuencias 1700/2100 (1750-1780/2150-2180) y de 30 MHz en la frecuencia 2300 MHz (2300-2330) sumando así 90 MHz de espectro radioeléctrico ampliando la capacidad de su red en todo el país.
Al año siguiente, en junio de 2024, Bitel contaba con una cuota del 18.82 %. En ese mes, se anunció la plataforma de televisión por internet TV360. TV360 se caracteriza por contar con canales de varias ciudades del país y por estar disponible para cualquier persona, sin necesidad de ser cliente de la operadora.
En octubre de 2024, Viettel informa que tiene planificado el desarrollo y la implementación de su red 5G en la banda n66 (1700) a nivel nacional para así masificar el uso de dicho servicio para sus clientes.
En noviembre de 2024 Bitel presenta su red 5G NSA, dicho servicio inicial es brindado en la banda n66(1700).

## Tecnología
En 2014 Bitel fue el único operador en el País en contar con una red de más de 33.000 kilómetros de fibra óptica. Utilizó la tecnología de transmisión DWDM, para llevar datos que requieren un gran ancho de banda.
Según el contrato con ZTE la empresa construyó más de 2,500 estaciones base, con la solución Uni-RUN de ZTE, la cual incluye una serie de productos basados en la tecnología SDR, esta puede evolucionar a la siguiente generación sin inconvenientes.
En 2024, Bitel fue asignado para los sistemas aeronáuticos en las principales torres de control de Corpac. Al año siguiente, se produjo una caída del sistema, lo que terminó con la suspensión de todos los vuelos a sus instalaciones. Bitel emitió un comunicado en el que atribuía el incidente a un acto de sabotaje externo que habría comprometido su infraestructura.